# Sean Kinney
Sean Howard Kinney es un músico estadounidense conocido por ser el baterista y cofundador de la influyente banda de grunge y heavy metal Alice in Chains.

## Biografía
Su afición por la música le viene de pequeño, ya que su abuelo lo incluyó en su banda The Cross Cats cuando Kinney contaba con sólo nueve años de edad.
Además de formar parte de Alice In Chains, Kinney también participó en el primer disco solista de su compañero Jerry Cantrell, titulado Boggy Depot (1998).
En 1996, Kinney se unió al cantante Johnny Cash, al guitarrista Kim Thayil de Soundgarden, y al bajista Krist Novoselic de Nirvana para grabar una versión de la canción de "Time of the Preacher" de Willie Nelson para el álbum tributo Twisted Willie. En el mismo año, Kinney tocó la batería para su compañero de banda de Alice in Chains, Jerry Cantrell, en su primera canción en solitario, "Leave Me Alone", presentado en la banda sonora de la película The Cable Guy en 1996.
Kinney toca la percusión en la canción "Tuesday's Gone", una versión de Metallica para la canción de Lynyrd Skynyrd, lanzada en el álbum Garage Inc. de Metallica en 1998.
Después de realizar una gira como parte de la banda solista de Jerry Cantrell en 1998, Kinney y el guitarrista de la banda Queensrÿche, Chris DeGarmo, formaron una nueva banda llamada Spys4Darwin. Mike Inez, el bajista de Alice in Chains, y Vin Dombroski, el vocalista de la banda Sponge, se unieron a la banda poco después. La banda lanzó su primer y único álbum el 18 de mayo de 2001, un EP de 6 temas titulado Microfish. La banda hizo su debut en vivo en el festival Endfest en Seattle el 4 de agosto de 2001.
La última colaboración de Sean Kinney antes de la re-agrupación de Alice in Chains fue en el concierto benéfico en 2005 en favor de las víctimas del tsunami de finales de 2004.
Luego de años de ausencia, Sean Kinney, Jerry Cantrell y Mike Inez deciden volver a re-agruparse en 2006, pero esta vez con William DuVall en el lugar del fallecido Layne Staley, dando chance a un nuevo "Alice In Chains" más recargado y algo más oscuro. Alice in Chains lanzó un nuevo álbum en 2009, "Black Gives Way to Blue", un disco que se ha catalogado como uno de los más importantes del año 2009, y eso mantiene a Kinney y compañía de vuelta en las grandes ligas de la corriente del metal alternativo. 
El quinto álbum de estudio de Alice in Chains, The Devil Put Dinosaurs Here, fue lanzado el 2013.